# Ушаков, Василий Аполлонович
Василий Аполлонович Ушаков (1789—1838) — писатель, прозаик, театральный и литературный критик.

## Биография и труды
Родился 13(24) февраля 1789 года. Происходил из старого дворянского рода, воспитывался в Пажеском корпусе, служил в гвардейском Литовском полку, был ранен под Бородино, участвовал в европейских походах 1813—1814 гг. В 1815 году был посвящён в масонство в ложе «Святого Иоанна Иерусалимского» в Нанси, членами которой был многие русские офицеры.
В 1819 году вышел в отставку и поселился в Москве. Дальний родственник и приятель А. С. Грибоедова. В 1820 году присоединился к масонской ложе «Золотого ключа к добродетели» в Симбирске, которой руководил М. П. Баратаев.
Его литературная деятельность началась с середины 1820-х годов статьями разного содержания, иногда заимствованными из иностранных литератур. Он интересовался также сценическим искусством, с представителями которого в Западной Европе был знаком лично. Написал несколько очерков и рассказов: «Любитель театра», «Вечер у литераторов», «Солдат», «Святки», в которых видны задатки недюжинного таланта с юмористическим оттенком. Его повесть «Киргиз-кайсак» обратила на себя внимание не только Н. А. Полевого, с которым Ушаков был особенно близок, но и Белинского, назвавшего её «удивительным и неожиданным» явлением и увидавшего в ней все зачатки здорового реализма — простоту, жизненность, глубокое чувство. Она содержала в себе яркий протест против сословных предрассудков и осмеивала современные автору общественные нравы. Остальные произведения Ушакова гораздо слабее и показывают упадок таланта, за исключением двух-трех повестей, посвященных Екатерининской эпохе, в которых довольно верно обрисованы характеры исторических лиц и в особенности Потёмкина.
Произведения Ушакова печатались в «Сыне Отечества», «Северном архиве», «Литературные листки», «Московском телеграфе», «Библиотеке для чтения», «Новоселье», «Ста русских литераторах», «Полярной звезде», «Отечественных записках». Отдельно изданы: «Киргиз-кайсак» (Москва, 1830), «Кот Бурмосеко, любимец Халифа Аль-Мамума» (Москва, 1831), «Досуги инвалида» (Москва, 1832—1835), «Последний из князей Корсунских» (Москва, 1837), «Были и повести» (Москва, 1838).
Под конец жизни Ушаков совершенно разошелся с новыми литературными течениями и написал пасквиль на Белинского — повесть «Пиюша» («Библиотека для чтения», 1835). До смерти Ушакова появились его повести «Густав Гацфельд» (1839), «Премьер майор» (1846) и «Хамово отродье. Картинка русского быта» (1845), написанные не без юмора.
Умер 27 марта 1838 года. Похоронен на Ваганьковском кладбище; могила утрачена.

## Проза
- Киргиз-Кайсак. М., 1830; 2-е издание 1835. Роман.
- Кот Бурмосеко, любимец халифа Аль-Мамума. М., 1831. Восточная повесть.
- Губернский город. Глава из романа (Полярная звезда. Карманная книжка на 1832 г.)
- Досуги инвалида. В двух частях. М., 1832—1835. Сборник повестей:
  - Матушка-мадам
  - Марихен
  - Поручик Любимец
- Сельцо Дятлово. Уездные сцены. Повесть
- Премьер-майор. Полуисторический рассказ (альманах «Новоселье», ч. 2. СПб., 1834)
- Гром Божий. Повесть (Библиотека для чтения, 1835, т. 8)
- Бедная Серафима. Повесть (Библиотека для чтения, 1836, т. 18)
- Барон Войденлоб. Повесть (Библиотека для чтения, 1836, т. 19)
- Последний из князей Корсунских. М., 1837; 2-е изд. 1838. Роман.
- Густав Гацфельд. Повесть (Отечественные записки, 1839, № 12)
- Хамово отродье. Картины русского быта. Повесть (Сто русских литераторов. Том 3. СПб., 1845)